# Aurelio Pesoa Ribera
Aurelio Pesoa Ribera (Concepción, 10 ottobre 1962) è un vescovo cattolico boliviano, dal 28 novembre 2020 vicario apostolico di El Beni.

## Biografia
Aurelio Pesoa Ribera è nato a Concepción, nel vicariato apostolico di Ñuflo de Chávez, il 10 ottobre 1962.

### Formazione e ministero sacerdotale
L'8 gennaio 1983 ha vestito l'abito francescano. Il 15 febbraio dell'anno successivo ha emesso la professione temporale. Nel 1987 ha conseguito il baccellierato in teologia presso l'Università Cattolica Boliviana "San Pablo" di La Paz. Il 22 febbraio 1988 ha pronunciato la professione solenne.
Il 16 aprile 1989 è stato ordinato presbitero per la provincia francescana "Sant'Antonio" della Bolivia. È stato quindi inviato a Roma per studi. Nel 1993 ha ottenuto la licenza in teologia dogmatica presso l'Università Antonianum. Tornato in patria è stato maestro dei professi temporali di filosofia e teologia e vicario della Fraternità di San Francesco a Cochabamba dal 1994 al 1999; docente di ecclesiologia e antropologia teologica all'Università Cattolica Boliviana "San Pablo" di La Paz dal 1994 al 1999; definitore provinciale dal 1999 al 2005; guardiano e maestro dei professi temporali del biennio di filosofia a Santa Cruz de la Sierra dal 2000 al 2008; presidente del tribunale ecclesiastico di prima istanza dell'arcidiocesi di Santa Cruz de la Sierra dal 2005 al 2011; vicario parrocchiale della parrocchia di Sant'Antonio a Santa Cruz de la Sierra dal 2009 al 2011 e ministro provinciale della provincia missionaria "Sant'Antonio" dal 2011.

### Ministero episcopale
Il 25 marzo 2014 papa Francesco lo ha nominato vescovo ausiliare di La Paz e vescovo titolare di Leges. Ha ricevuto l'ordinazione episcopale il 5 giugno successivo nella cattedrale di Nostra Signora della Pace a La Paz dall'arcivescovo metropolita di La Paz Edmundo Luis Flavio Abastoflor Montero, co-consacranti l'arcivescovo metropolita di Santa Cruz de la Sierra Sergio Alfredo Gualberti Calandrina e il vicario apostolico di Ñuflo de Chávez Bonifacio Antonio Reimann Panic.
Nel settembre del 2017 ha compiuto la visita ad limina.
Il 28 novembre 2020 papa Francesco lo ha nominato vicario apostolico di El Beni. Ha preso possesso del vicariato l'11 febbraio successivo.
Dall'11 novembre 2021 è presidente della Conferenza episcopale boliviana. In precedenza è stato segretario generale della stessa dal 6 novembre 2015 all'11 novembre 2021.

## Genealogia episcopale
La genealogia episcopale è:
- Cardinale Scipione Rebiba
- Cardinale Giulio Antonio Santori
- Cardinale Girolamo Bernerio, O.P.
- Arcivescovo Galeazzo Sanvitale
- Cardinale Ludovico Ludovisi
- Cardinale Luigi Caetani
- Cardinale Ulderico Carpegna
- Cardinale Paluzzo Paluzzi Altieri degli Albertoni
- Papa Benedetto XIII
- Papa Benedetto XIV
- Cardinale Enrico Enriquez
- Arcivescovo Manuel Quintano Bonifaz
- Cardinale Buenaventura Córdoba Espinosa de la Cerda
- Cardinale Giuseppe Maria Doria Pamphilj
- Papa Pio VIII
- Papa Pio IX
- Cardinale Alessandro Franchi
- Cardinale Giovanni Simeoni
- Cardinale Antonio Agliardi
- Cardinale Basilio Pompilj
- Cardinale Adeodato Piazza, O.C.D.
- Cardinale José Clemente Maurer, C.SS.R.
- Arcivescovo Edmundo Luis Flavio Abastoflor Montero
- Vescovo Aurelio Pesoa Ribera, O.F.M.